# Polsum
Polsum este o comună din landul Renania de Nord-Westfalia, Germania.